# Мазурин, Василий Петрович
Васи́лий Петро́вич Мазу́рин — русский поэт и драматург, толстовец по убеждениям.
Окончил учительский институт, преподавал в Херсонской губернии. Позднее работал в Москве в учительском институте, где старался воплотить в жизнь педагогические воззрения Льва Толстого, с которым был лично знаком. О нём сохранилась запись Толстого: «Учитель с юга, совсем близкий человек». Издал на собственные средства одну книгу стихов, «В царстве жизни» (1926).
Творчество Мазурина, высоко ценимое Е. Кропивницким, оставалось незамеченным до 1989, когда Г. Айги, отметив его большой поэтический талант, опубликовал 15 стихотворений. В наследие Мазурина входят также поэмы, мистерии, пьесы и этико-философское произведение «Жизнь — благо».
Мазурин, который признавал себя сторонником индийской мудрости (Р. Тагор, Упанишады), обладал сознательно позитивным отношением к жизни, подчёркивал ответственность каждого за своё поведение, свою удовлетворённость жизнью и «счастье». Его стихи — короткие, ясные — выдержаны в естественном верлибре, отличаются сознательностью отношения к слову. Они далеки от эстетических и политических течений эпохи и посвящены только вопросам жизненной философии. Его образный язык богат и тесно связан с природой. Он убеждает, что личность менее значительна, чем произведения.
Сын Борис — толстовец, один из организаторов крестьянской коммуны, автор воспоминаний.

## Сочинения
- В царстве жизни, 1926 (переизд.: Кемеровское кн. изд-во, 1991. ISBN 5-7550-0276-2)